# 正院
正院是日本明治時代的一個立法機構，為太政官的最高機關。
1871年，日本廢藩置縣之後，太政官被拆分為正院、左院和右院三個機構。正院立於左院、右院之上，執掌政權。其官員由太政大臣、納言、參議、樞密正權大少史、正權大少史等構成。1873年，正院的權力加強，成為天皇的輔弼。1875年，左院、右院被廢除，但正院仍繼續存在，直到1877年廢止。
正院下轄監部課、式部局、舍人局、雅樂局，1872年，舍人局、雅樂局被廢除，與式部局合併為式部寮。